# مختار مجید
مختار مجید (زادهٔ ۱۹۶۲ – درگذشته ۲۰۲۲) خواننده اهل افغانستان بود. او به همراه فرهاد دریا، اسد بدیع، جاوید راهی، وحید صابری در دههٔ ۱۹۸۰ میلادی، گروه باران را در کابل تشکیل داد که به شهرت و موفقیت بی‌سابقه در افغانستان دست یافت.
مختار مجید در فوریه سال ۲۰۲۲  میلادی، پس از مدتی مبارزه با سرطان در ویرجینیای آمریکا درگذشت.